# Ragnarök (formație suedeză)
Ragnarök este o formație prog-rock suedeză, fondată în Kalmar în 1972, de către Peter Bryngelsson, Henrik Strindberg și Staffan Strindberg.

## Membrii formației

### 1972-1978
- Henrik Strindberg: chitară, fluier
- Staffan Strindberg: chitară bas
- Peter Bryngelsson: chitară
- Peder Nabo: chitară, fluier
- Liselott Larsen: vocal
- Kosta-Mats Christiansson: baterie

### 1978-1980
- Peter Bryngelsson: chitară bas, chitară
- Thomas Wiegert: baterie
- Dan Söderqvist: chitară
- Peder Nabo: pian, fluier
- Kjell Karlgren: saxofon, pian
- Ingmar Ljungström: sintetizator

### 1980-1982
- Peter Bryngelsson: chitară
- Kjell Karlgren: saxofon, pian
- Thomas Wiegert: baterie
- Magnus Jarlbo: trompetă, pian
- Per Andersson: chitară bas

### 1982-1983
- Peter Bryngelsson: chitară, vocal
- Kjell Karlgren: saxofon, chitară bas, vocal
- Thomas Wiegert: baterie
- Dan Jonsson: chitară
- Lars Liljegren: marimba, orgă

### 1983-2002
- Thomas Wiegert: baterie
- Kjell Karlgren: saxofon, clape
- Kent Ohlsson: vocal, chitară

### 2003-
- Peter Bryngelsson: chitară, vocal
- Peder Nabo: pian, fluier
- Henrik Strindberg: chitară, fluier
- Staffan Strindberg: chitară bas
- Thomas Wiegert: baterie

## Discografie
- Ragnarök (1976)
- Fjärilar i magen (1979)
- Fata Morgana (1981)
- 3 Signs (1983)
- Well (1991)
- Path (2008)